# Шкуров Володимир Анатолійович
Володимир Анатолійович Шкуров (1958, Київ) — український дипломат, колишній посол України в Греції та Албанії за сумісництвом (2010-2016). Посол України в Албанії (з 2020). Надзвичайний і Повноважний Посол України (2022).

## Освіта
Народився 1958 року в Києві. Закінчив Київський університет ім. Шевченка. Кандидат філологічних наук, тема дисертації: «Київська Псалтир 1397 року як етап юдео-християнської традиції розповсюдження Книги Псалмів».
2005 року закінчив вищі дипломатичні курси Центру дипломатичних та стратегічних досліджень Греції; 2008 року — тренінговий курс для держслужбовців високого рівня — програма S.E.N.S.E. МЗС Польщі та Варшавського університету. 2009 року закнічив міжнародні курси факультету підвищення кваліфікації Дипломатичної академії МЗС РФ.
Володіє мовами: англійська, російська, новогрецька.

## Кар'єра
- З 1984 по 1986 — вчитель середньої школи № 217 Києві;
- З 1986 по 1989 — науковий співробітник Інституту мовознавства НАН України;
- З 1989 по 1992 — аспірант Інституту сходознавства АНГ ССР, Тбілісі;
- З 1992 по 1995 — науковий співробітник Інституту мовознавства НАН України;
- З 1995 по 1996 — перший секретар відділу країн Західної Європи МЗС України;
- З 1996 по 2000 — перший секретар, радник Посольства України в Греції;
- З 2000 по 2001 — головний консультант Головного управління зовнішньої політики Адміністрації Президента України;
- З 2001 по 2003 — радник Посольства України в Греції;
- З 2003 по 2005 — Генеральний консул України в Салоніках, Греція;
- З 2006 по 2009 — заступник директора-начальник відділу національних меншин і віросповідань МЗС України;
- З 2009 по 2010 — радник-посланник Представництва України при Палестині при ПУ в Ізраїлі;
- З 9 червня 2010 — посол України в Греції;
- З 13 квітня 2020 — посол України в Албанії[6].

## Нагороди
- Орден святого великого Київського князя Ярослава Мудрого (2012)[7] — за чисельні заслуги перед РПЦвУ та з нагоди святкування 20-ї річниці Незалежності України